# Paradoxe de D'Alembert
Considérons un solide animé d'un mouvement de translation rectiligne uniforme dans un fluide parfait incompressible et au repos, ou un solide immobile dans un fluide ayant une vitesse V ; le mouvement étant supposé permanent, la pression p est donnée par la formule de Bernoulli : du fait de l'hypothèse d'absence de viscosité {\displaystyle \mu } du fluide (fluide parfait), il n'y a pas de résistance à l'avancement du solide dans ledit fluide. C'est le paradoxe de D'Alembert,.
Ce paradoxe est lié à la réversibilité du mouvement du fluide parfait. Dans les écoulements de fluides réels, des phénomènes irréversibles apparaissent, tels que la formation d'une surface de discontinuité (sillage) à l'arrière du solide. L'origine de telles irréversibilités est la viscosité {\displaystyle \mu }, même faible, des fluides réels.
Ce sillage (encore appelé zone d'eau morte) est le lieu de mouvements tourbillonnaires du fluide. Ces tourbillons qui s'établissent à l'arrière des corps sont en nette dépression, cette dépression étant la cause d'un fort {\displaystyle C_{x}} de culot (qui s'ajoute au {\displaystyle C_{x}} de la partie avant).

Des exemples d'écoulements parfait et réel sont donnés ci-dessous, ainsi qu'un exemple d'écoulement réel sur une plaque plane carrée.

Écoulement sans viscosité et avec viscosité.
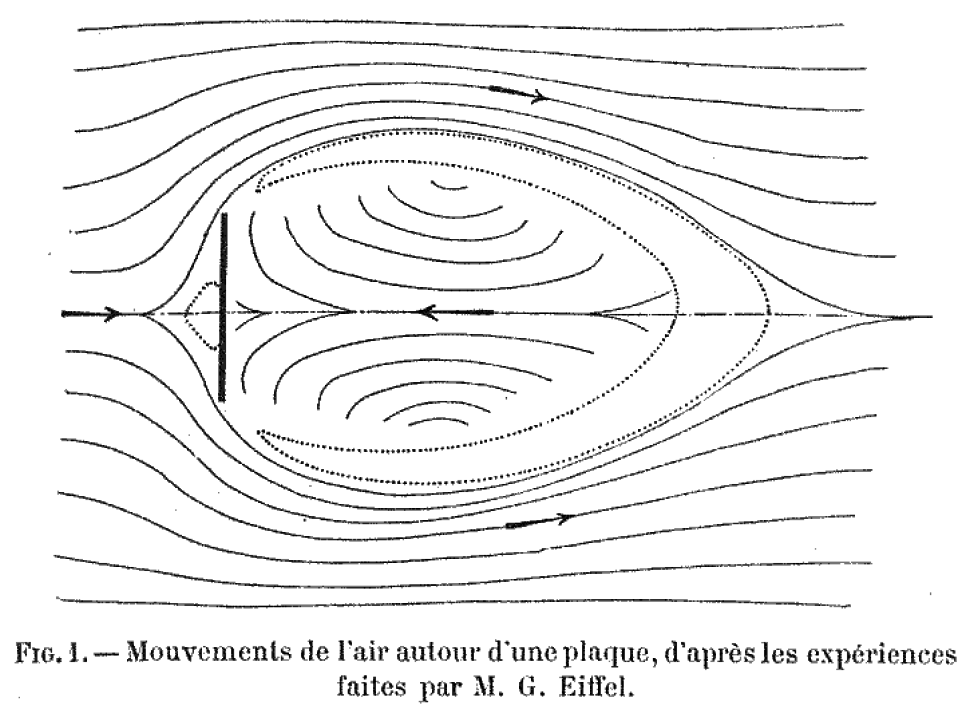
Écoulement réel autour d'une plaque carrée (relevé par Eiffel].